# Vela als Jocs Olímpics d'estiu de 1972
Als Jocs Olímpics d'Estiu de 1972 celebrats a la ciutat de Múnic (en aquells moments República Federal d'Alemanya) es disputaren sis proves de vela, una més que en l'edició anterior. La competició se celebrà entre els dies 29 d'agost i el 8 de setembre de 1972 a la costa de la ciutat de Kiel.
Hi participaren un total de 323 regatistes, tots homes, de 42 comitès nacionals diferents.

## Resum de medalles
| Prova                   | Or                                                         | Argent                                               | Bronze                                                    |
| Dragon Detalls          | AustràliaJohn Cuneo · Thomas Anderson · John Shaw          | RDAPaul Borowski · Konrad Weichert · Karl-Heinz Thun | Estats UnitsDonald Cohan · Charles Horter · John Marshall |
| Flying Dutchman Detalls | Regne UnitRodney Pattisson · Christopher Davies            | FrançaYves Pajot · Marc Pajot                        | RFAUllrich Libor · Peter Naumann                          |
| Finn Detalls            | Serge Maury                                                | Ilias Khatzipavlis                                   | Viktor Potapov                                            |
| Soling Detalls          | Estats UnitsHarry Melges · William Bentsen · William Allen | SuèciaStig Wennerström · Bo Knape · Stefan Krook     | CanadàDavid Miller · John Ekels · Paul Cote               |
| Star Detalls            | AustràliaDavid Forbes · Scott Anderson                     | SuèciaPelle Pettersson · Stellan Westerdahl          | RFAWilhelm Kuhweide · Karsten Meyer                       |
| Tempest Detalls         | Unió SovièticaValentyn Mankin · Vitaliy Dyrdyra            | Regne UnitAlan Warren · David Hunt                   | Estats UnitsGlenn Foster · Peter Dean                     |

## Medaller
| Posició | País           | Or | Argent | Bronze | Total |
| 1       | Austràlia      | 2  | 0      | 0      | 2     |
| 2       | França         | 1  | 1      | 0      | 2     |
| 2       | Regne Unit     | 1  | 1      | 0      | 2     |
| 4       | Estats Units   | 1  | 0      | 2      | 3     |
| 5       | Unió Soviètica | 1  | 0      | 1      | 2     |
| 6       | Suècia         | 0  | 2      | 0      | 2     |
| 7       | Grècia         | 0  | 1      | 0      | 1     |
| 7       | RDA            | 0  | 1      | 0      | 1     |
| 9       | RFA            | 0  | 0      | 2      | 2     |
| 10      | Canadà         | 0  | 0      | 1      | 1     |